# Junction City (Missouri)
Pour les articles homonymes, voir Junction City.
Junction City est un village du comté de Madison, dans le Missouri, aux États-Unis,. Situé au nord du comté, en banlieue de Fredericktown, il est incorporé en 1952. En 2016, sa population est estimée à 327 habitants.

## Démographie
Lors du recensement de 2010, le village comptait une population de 327 habitants. Elle est estimée, en 2016, à 330 habitants.

## Source de la traduction
- (en) Cet article est partiellement ou en totalité issu de l’article de Wikipédia en anglais intitulé « Junction City, Missouri » (voir la liste des auteurs).